# Hexatoma pleskei
Hexatoma pleskei är en tvåvingeart som beskrevs av Alexander 1933. Hexatoma pleskei ingår i släktet Hexatoma och familjen småharkrankar. Inga underarter finns listade i Catalogue of Life.